# Selma Dritz
Selma Kaderman Dritz (29 de juny de 1917 - 3 de setembre de 2008) va ser una metgessa i epidemiòloga nord-americana que va treballar a San Francisco, Califòrnia, on, a principis dels anys 80, va començar a detectar i registrar els primers casos coneguts de Síndrome d'Immunodeficiència Adquirida (SIDA).

## Biografia
Selma Dritz va néixer a Chicago (Illinois) el 29 de juny de 1917. Li agradava la música i va començar la seva carrera com a pianista de concerts abans de decidir que el que volia era ajudar els altres a través del seu treball en la medicina.
Dritz va estudiar medicina a la Universitat d'Illinois, i es va titular en medicina en l'especialitat de pediatria. Posteriorment, el 1967, va obtenir un màster en grau de salut pública (MPH) a la Universitat de Califòrnia, a l'Escola de Salut Pública de Berkeley per complementar el seu grau de medicina.
Dritz es va casar amb el Dr. Fred Fred Dritz el 1943, i va tenir tres fills: Ronald, Deborah i Ariel. El seu matrimoni va acabar en divorci el 1973.
Va morir el 2008, amb 91 anys, al Claremont House Retirement Center d'Oakland, Califòrnia.

## Carrera
El 1968 va ser contractada per la Ciutat de San Francisco com a ajudant de direcció de l'Oficina de Control de Malalties Transmissibles del Departament de Salut. Va treballar i va seguir les preocupacions generals de salut pública de la comunitat. Després de treballar durant anys en diferents camps, des de l'hepatitis a l'intoxicació alimentària fins a la gonorrea, el 1981, juntament amb Erwin Braff, el director de l'oficina, Dritz va detectar una forma rara de pneumònia i un tipus estrany de càncer, el sarcoma de Kaposi, ambdós en homes homosexuals, mentre que fins a aquell moment es pensava que només afectaven homes ancians mediterrànis. Va retransmetre la informació al Centre de Control de Malalties a Atlanta. Aquesta informació, juntament amb la d'altres, va ser la primera evidència de l'epidèmia de la SIDA. El VIH / SIDA redueix el sistema immunitari de la persona afectada, fent-los un objectiu més fàcil per a virus i altres malalties, com la pneumònia i el càncer.
Driz així va començar a establir l'etiologia i l'epidemiologia del que es coneixeria com la Síndrome d'Immunodeficiència Adquirida, més coneguda per les seves sigles SIDA (VIH en anglés). Va tenir un paper fonamental en el seguiment de la malaltia recentment descoberta. El seu estudi sense descans de l'epidemiologia de la malaltia va moure muntanyes i va pavimentar el camí cap al tractament del VIH. En resum, amb el seu treball Selma Dritz va preservar innombrables vides i encara continua estant present avui per totes les investigacions que va fer i va enregistrar i per la informació que va donar.
El 1980 va escriure un article per al The New England Journal of Medicine anomenat "Aspectes mèdics de l'homosexualitat". En aquest article explica algunes de les principals situacions mèdiques i socials que han permès que la malaltia s'estengui tan ràpidament.
Paul Volberding, expresident de la Societat Internacional de la SIDA que va ajudar a fundar la primera clínica de SIDA a l'Hospital General de San Francisco a la dècada de 1980, va dir sobre Dritz:
| « | Va ser una persona absolutament meravellosa i va tenir un paper molt important durant els primers dies de l'epidèmia ... La Dra. Dritz va ser la persona més important a la qual van acudir els Centres per al Control de Malalties (CDC) pels detalls de la situació de la SIDA aquí, i la informació que va recollir va ser de gran valor per als epidemiòlegs dels CDC per entendre com es va estendre l'epidèmia. | » |

Després de ser pionera en el descobriment de la malaltia, molts van acudir a ella per obtenir consells i respostes. En la seva comunitat de San Francisco, era coneguda com algú que treballava per l'epidèmia sense fer cap pas enrerea. Va continuar educant a tota la gent sobre els riscos de la malaltia, no només a les persones de la comunitat gai o LGBTQ. Mentre que ella es va enfocar en aquesta comunitat durant la major part de la seva carrera professional, l'esforç i la investigació que va posar en coneixement d'aquesta malaltia va ajudar i continua ajudant encara a totes les persones afectades per aquesta horrible malaltia.

### SIDA
Per aquella època sovint es feia referència a la SIDA com "Plaga Gai" o "Càncer Gay". Dritz sempre va refusar aquests termes però va acceptar el terme oficial "Síndrome d'immunodeficiència adquirida". Els seus fills sempre li feien broma dient que la seva mare era la "mare dels gais". Mentrestant va prendre algunes decisions que van fer que algunes persones no estiguessin satisfetes, com va ser la decisió de tancar les cases públiques de bany durant un temps, però ho va fer perquè sabia els riscos que implicaven per a la salut. Va ser una de les primeres heroïnes del període de la SIDA, sens dubte.
Dritz va aparèixer en la pel·lícula adaptada al llibre And The Band Played On, on va estar representada per l'actriu Lily Tomlin. And The Band Played On va ser el llibre de Randy Shilts escrit el 1987 sobre la propagació precoç de la malaltia.

## Llegat
Des de la seva mort Dritz ha estat present en tot l'estudi de la història de la SIDA. Una ullada a la vida de Dritz és possible a través dels papers Selma Dritz. La col·lecció inclou imatges, correspondència, recerca i altres materials. Aquests materials han permès que el seu treball continuï encara avui i ajudi no només els de la comunitat LGBTQ, sinó tots els afectats pel VIH / SIDA.